# Eccidio di Porta Brennone
L'eccidio di Porta Brennone fu un crimine di guerra fascista perpetrato il 3 febbraio 1945 nel centro storico di Reggio nell'Emilia nel corso del quale furono fucilati quattro partigiani.

## Antefatti
Nel primo pomeriggio del 2 febbraio 1945, presso la federazione dei fasci di Reggio nell'Emilia, si effettuò il passaggio di consegne alla carica di commissario federale tra Ignazio Battaglia e Renato Rossi.
Poche ore più tardi una pattuglia della polizia ausiliaria della questura repubblicana di Reggio fu attaccata in corso Garibaldi da una squadra di gappisti con il lancio di una bomba a mano. Nell'attacco rimasero feriti cinque poliziotti.

## L'eccidio
Come rappresaglia per l'attentato le autorità fasciste reggiane ordinarono la fucilazione di quattro partigiani detenuti nel carcere dei Servi. I condannati erano tre sappisti ed un gappista. Durante la detenzione i quattro avevano subito pesanti torture e sevizie ad opera dei fascisti dell'Ufficio Politico Investigativo. Una volta condotti lungo il muro laterale di palazzo Vicedomini, presso l'incrocio tra via Finlandia  e via della Racchetta, i partigiani vennero fucilati ed loro corpi lasciati esposti per ventiquattr'ore.

## Vittime
- Cristoforo Carabillò "Cris", classe 1917, di Castelbuono;
- Sante Lusuardi "Dario", di Correggio;
- Vittorio Tognoli "Marco", classe 1920, di Scandiano, decorato con la medaglia d'argento al valor militare[3];
- Dino Turci "Ercole", classe 1924, di Correggio.

## Risvolti processuali
Il 1º luglio 1946 Giovanni Battista Caneva, ex capo della Provincia, fu processato dalla Corte d'assise Straordinaria di Reggio nell'Emilia come responsabile dell'eccidio. Riconosciuto colpevole, fu condannato a trent'anni di reclusione. Morì nel carcere di Portoferraio nel marzo dell'anno seguente.

## Monumenti
Il 25 agosto 1945 fu inaugurata una lapide sul muro laterale di Palazzo Vicedomini a ricordo dei quattro partigiani uccisi.